# Реостатное торможение

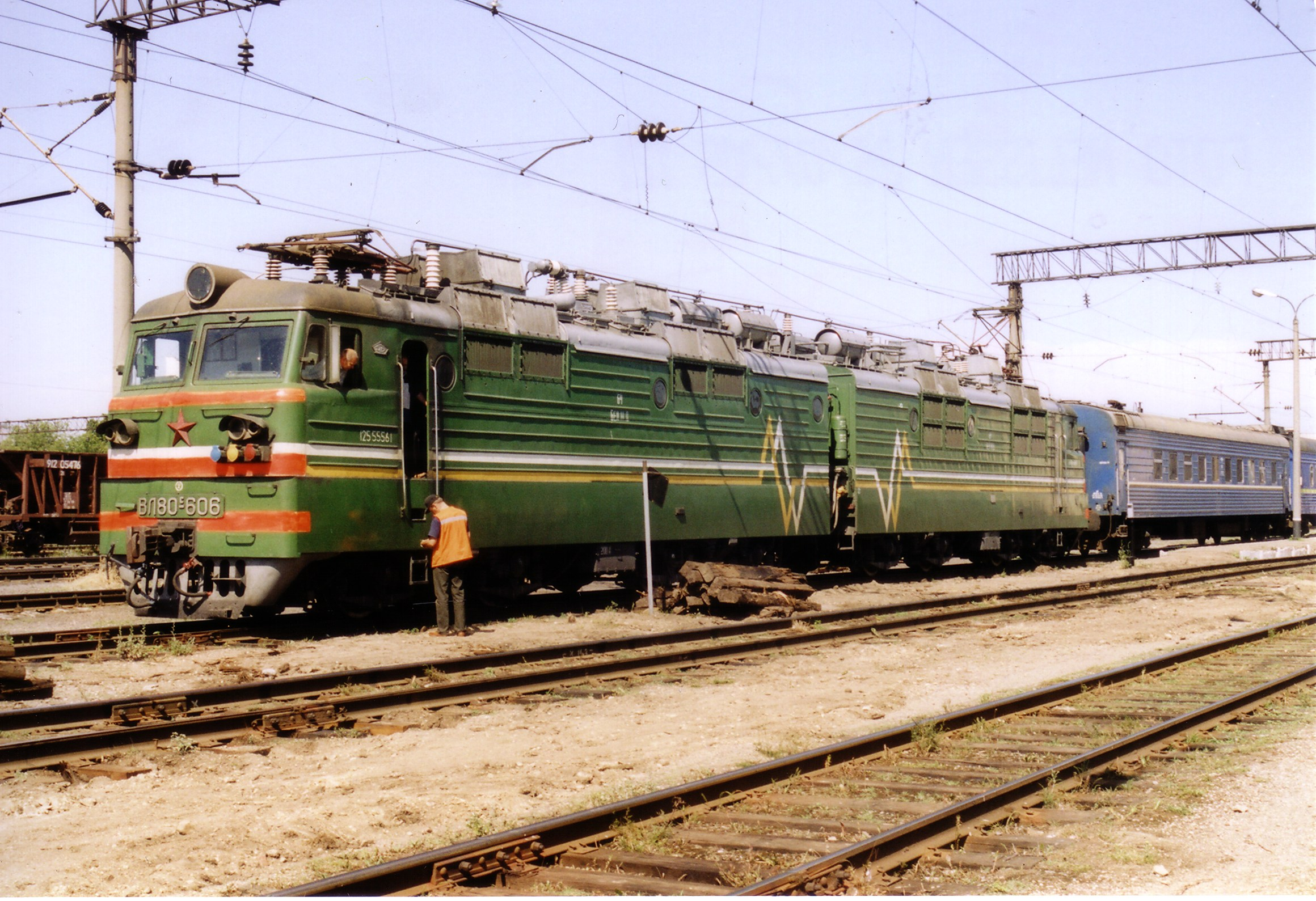
ВЛ80^{с}, оборудованный реостатным тормозом

Тормозные резисторы на крыше моторного вагона электропоезда ЭР2Р

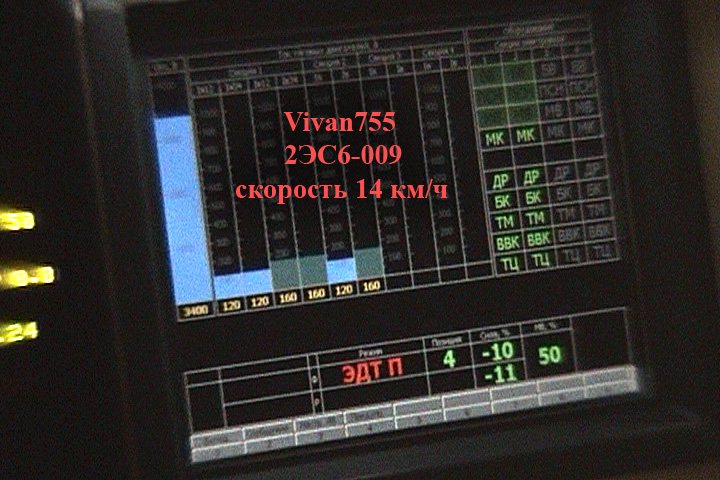
Электродинамическое торможение электровоза 2ЭС6 на низкой скорости

Реостатное торможение (реостатный тормоз, электродинамический тормоз — ЭДТ) — вид электрического торможения, при котором электроэнергия, вырабатываемая тяговыми электродвигателями, работающими в генераторном режиме, поглощается на самом подвижном составе в тормозных резисторах.

## Преимущества и недостатки
Реостатное торможение имеет преимущества, характерные для электродинамического торможения вообще:
- повышение безопасности движения поездов (за счёт наличия электрической системы торможения в дополнение к пневматической);
- снижение износа тормозных колодок и бандажей колёсных пар, снижение затрат на содержание пневматических колодочных тормозов (за счёт снижения частоты применения пневматических колодочных тормозов);
- повышение скорости движения поездов на затяжных спусках (за счёт возможности длительного включения электрического торможения в отличие от пневматического);
- возможность автоматизации процессов торможения (например, автоматизация поддержания заданной машинистом тормозной силы), что облегчает управление торможением.[1]

Преимущество реостатного торможения перед рекуперативным заключается в независимости реостатного торможения от напряжения контактной сети и наличия потребителей в ней, так как потребитель электрической энергии (тормозной резистор) размещён на самом подвижном составе. Благодаря этому реостатное торможение возможно не только на электровозах и электропоездах, но и на любом другом подвижном составе с тяговыми электродвигателями, например на тепловозах.

## Реализация на подвижном составе
В режиме реостатного торможения тяговые электродвигатели (ТЭД), как правило, отключаются от контактной сети, а их обмотки возбуждения подключаются к независимому источнику, например к специальным возбудителям, таким образом ТЭД постоянного тока начинают работать в режиме с независимым возбуждением, в то же время в режиме двигателя схема ТЭД собирается с последовательным возбуждением. Обмотки якорей, в свою очередь, замыкаются на тормозные резисторы. Также реостатное торможение возможно применять в достаточно большом диапазоне скоростей, из-за чего им оборудованы многие скоростные (например советский ЭР200) и высокоскоростные поезда, в том числе электропоезда TGV и ICE. К примеру, электровоз 2ЭС6 на малой скорости, когда ЭДС двигателей недостаточна для «пересиливания» напряжения контактной сети, то есть для рекуперации, переходит с рекуперации на ЭДТ; на маневровом тепловозе ЧМЭ3Т электротормоз эффективен до скорости 3 км/ч, далее автоматически включается замещение — срабатывает пневмотормоз.
Основные же недостатки реостатного тормоза — дополнительный вес от оборудования (в зависимости от конструкции — возбудитель, тормозные реостаты, если они не имеются на борту для других целей, тормозные переключатели) и некоторое усложнение конструкции, при том, что отсутствует экономия электроэнергии. Однако возбудитель может использоваться для тяги на независимом/смешанном возбуждении ТЭД (2ЭС4К, 2ЭС6) и/или для рекуперации либо вовсе отсутствовать — к примеру, на метровагонах серий Е, 81-717/714, электровозах ВЛ82 и ВЛ82М построена схема ЭДТ с перекрёстным самовозбуждением, где двигатели сами вырабатывают для себя ток возбуждения, а начало торможения происходит за счёт остаточной намагниченности полюсов ТЭД. Кроме того, на всех упомянутых машинах для торможения используется пусковой реостат, называемый в этом случае пуско-тормозным, специальные же тормозные резисторы установлены на электровозах переменного тока ВЛ80Т и ВЛ80С, ЧС4Т и ЧС8, электропоездах ЭР9Т, ЭД9Т и ЭД9М, ЭПЛ9Т.
Преимущества реостатного торможения перед торможением колодками:
1. меньший износ колодок и меньший риск их перегрева
2. начавшийся юз происходит куда более щадящим образом — колёсная пара продолжает вращаться, хотя и медленнее, чем требовалось бы для безъюзового движения, в то время как при торможении колодками возможна и полная остановка колпары с образованием ползуна на круге катания
3. процесс линейный, зависимость тормозного момента от положения органа управления — линейная, что крайне упрощает создание автоматики торможения и снижения скорости, такой как автоматика МВПС ЭР2Р (ЭР2T), а также аппаратура БУРТ электровозов ВЛ80. Зависимость же тормозного момента от давления в магистрали для пневматического тормоза сильно нелинейна.

## Применение на подвижном составе
Реостатный тормоз редко применяют на электровозах постоянного тока, ибо там весьма несложна и схема рекуперативного тормоза, однако проблемы рекуперативного торможения в пассажирских локомотивах и в электровозах переменного тока привели к тому, что производились пассажирские электровозы постоянного тока (ЧС2Т, ЧС6, ЧС7) и грузовые электровозы переменного тока (ВЛ80Т и ВЛ80С) с реостатным торможением.
На отечественном железнодорожном подвижном составе реостатный тормоз впервые был применён на опытном электровозе ПБ21 (1933) и серийном электровозе ВЛ19. В настоящее время реостатный тормоз активно применяется на подвижном составе трамвая, метрополитена, магистральных и промышленных электровозах, пригородных и междугородних электропоездах (ЭР9Т, ЭР200), а также на тепловозах (2ТЭ116, ТЭП70).
На ряде электроподвижного состава используют рекуперативно-реостатное торможение — гибрид реостатного и рекуперативного видов торможения. При этом в зоне высоких скоростей осуществляется рекуперативное торможение, а в зоне низких скоростей либо при отсутствии потребителей в контактной сети – реостатное торможение. Данный вид торможения получил широкое распространение на электропоездах и впервые был применён на опытных электропоездах серий ЭР6 (1959 г) и ЭР10 (1960—1961 гг), а также на электропоезде ЭР22. Рекуперативно-реостатное торможение применяется на всех отечественных электропоездах постоянного тока с коллекторными тяговыми двигателями, выпускавшихся с 1984 года: ЭР2Р, ЭР2Т, ЭД2Т, ЭТ2 и ЭТ2М, ЭД4 и ЭД4М, ЭП2Д и ЭП2ДМ. Такое торможение применяется на всех отечественных электропоездах постоянного тока с асинхронными тяговыми двигателями — ЭТ4А, ЭС2Г и ЭГ2Тв, а также на поставлявшихся в Россию электропоездах ЭВС1/ЭВС2 «Сапсан» и ЭС1 «Ласточка». Рекуперативно-реостатным торможением также оборудованы грузовые электровозы постоянного тока 2ЭС6, имеющие коллекторные тяговые двигатели.